# り
En la escritura japonesa, los caracteres silábicos (o, con más propiedad, moraicos) り (hiragana) y リ (katakana) ocupan el 40.º lugar en el sistema moderno de ordenación alfabética gojūon (五十音), entre ら y る; y el noveno en el poema iroha, entre ち y ぬ. En la tabla a la derecha, que sigue el orden gojūon (por columnas, y de derecha a izquierda), se encuentra en la novena columna (ら行, "columna RA") y la tercera fila (い段, "fila I").
Tanto り como リ provienen del kanji 利.

## Romanización
Según los sistemas de romanización Hepburn, Kunrei-shiki y Nihon-shiki, り, リ se romanizan como "ri".

## Escritura
| Escritura de り | Escritura de リ |

- El carácter り tiene dos glifos (o representaciones gráficas) distintos según si se fusionan o no sus dos trazos en uno () o no (). En el segundo caso, sus trazos son:

1. Trazo vertical descendente que al final forma ángulo y vuelve.hacia arriba.
2. Trazo vertical a la derecha del primero y más largo que este, y que termina curvándose hacia la izquierda.

- El carácter リ se escribe con dos trazos:

1. Trazo vertical descendente.
2. Trazo vertical a la derecha del primero y más largo que este, y que termina curvándose hacia la izquierda.

## Otras representaciones
- Sistema Braille:
| ●－ ●● －－ |
- Alfabeto fonético: 「りんごのリ」 ("el ri de ringo", donde ringo quiere decir manzana)
- Código Morse: －－・

- Datos: Q40792
- Multimedia: り / Q40792